# Why Does It Always Rain on Me?
Why Does It Always Rain on Me? is de derde single van het album The Man Who van Travis. De single is op 2 augustus 1999 uitgebracht door Independiente Records als opvolger van Driftwood.

## Achtergrond
De single vormde de doorbraak van de band en behaalde in de UK Singles Charts de tiende plaats. In andere landen werd het nummer eveneens uitgebracht.
De videoclip is opgenomen in Cornwall, waar de band vlucht voor een naderende regenbui, terwijl zij de zanger opgesloten achterlaten in Vauxhall Viva. Healy weet te ontsnappen en vindt de andere bandleden terug. Wanneer zij hem zien, vluchten zij wederom en springen zij in het water, lokaal beter bekend als de Gold Digger's Mine. De clip eindigt met het beeld dat de gehele band optreedt op een drijvende woonkamer.